# Reyer Venezia 1964-1965
Questa voce raccoglie le informazioni riguardanti la Reyer Venezia nelle competizioni ufficiali della stagione 1964-1965.

## Stagione
La Reyer Venezia disputa il campionato di Serie A Elette  terminando all'8º posto (su 12 squadre). Vince gli spareggi salvezza

## Rosa 1964-65
- Giorgio Cedolini
- Guido Vaccher
- Vincenzo Bottan
- Roberto Zamarin
- Fiorini
- Renzo Vincenti
- Antonio de Stefani
- Ezio Lessana
- Pozzilli
- Franco Ferro
- Andrea Besa[1]

Allenatore:
- Giulio Geroli